# Refugio spegazzini

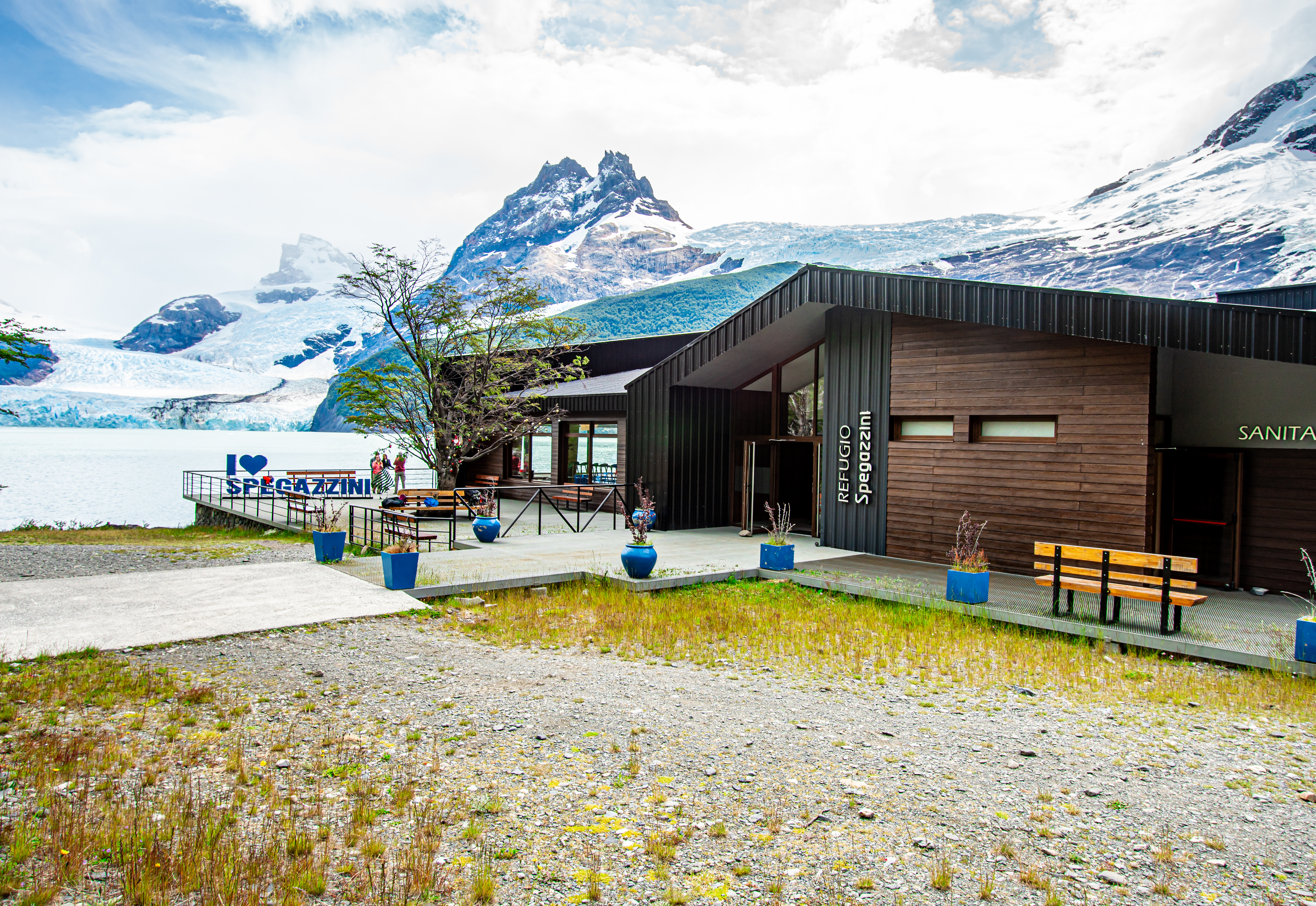
Foto del Refugio Spegazzini, con el Glaciar Spegazzini y el Glaciar Peineta de fondo.

El Refugio Spegazzini es un refugio turístico ubicado en la región de la Patagonia argentina, dentro del Parque nacional Los Glaciares. Este refugio ofrece amplias posibilidades para el turismo vinculado a la región, no solo por su enclave natural sino por su oferta culinaria de carne de Guanaco.

## Ubicación y Acceso
El Refugio Spegazzini se encuentra a orillas del Brazo Spegazzini del Lago Argentino, en una zona de difícil acceso, a la que se accede principalmente por vía lacustre, a través de embarcaciones que parten desde el Puerto Bandera, cerca de la localidad de El Calafate. El refugio se encuentra ubicado frente al Glaciar Spegazzini, al Glaciar Peineta y al Glaciar Heim Sur, rodeado de paisajes típicos de la región. Se encuentra a los pies del Bosque andino patagónico y posee vistas a la Cordillera de los Andes.

## Historia
El refugio fue inaugurado en 2019 por una empresa privada con el permiso otorgado por la Administración de Parques Nacionales. Lleva el nombre del botánico y explorador argentino Carlos Luigi Spegazzini, quien realizó importantes investigaciones sobre la flora de la Patagonia a fines del siglo XIX y principios del siglo XX.

## Instalaciones y Servicios
Posee acceso e instalaciones accesibles, que permiten que todos los turistas puedan llegar hasta el edificio. Su restaurante ofrece una variedad de platos típicos de la región, preparados con ingredientes locales.

## Importancia Ecológica y Conservación
El Refugio Spegazzini no solo es un punto de interés turístico, sino también un modelo de conservación y sostenibilidad. Toda su operatividad se encuentra regida por la Administración de Parques Nacionales.